# ميلدريد بنسون
ميلدريد بنسون (بالإنجليزية: Mildred Benson)‏ هي كاتِبة وصحفية وكاتبة للأطفال أمريكية، ولدت في 10 يوليو 1905 في لادورا في الولايات المتحدة، وتوفيت في 28 مايو 2002 في توليدو في الولايات المتحدة بسبب سرطان الرئة.

## وصلات خارجية
- ميلدريد بنسون على موقع الموسوعة البريطانية (الإنجليزية)
- ميلدريد بنسون على موقع ميوزك برينز (الإنجليزية)
- ميلدريد بنسون على موقع إن إن دي بي (الإنجليزية)